# くまがい杏子
くまがい 杏子（くまがい きょうこ、1983年2月14日 - ）は、日本の漫画家。女性。山口県光市出身。福岡コミュニケーションアート専門学校卒。血液型はO型。2006年から小学館の『Sho-Comi』にて執筆中。

## 来歴

### 生い立ち
1983年2月14日、山口県光市に生まれる。人を笑わせるのが好きで、幼いころから芸能人をキャラクターにしたギャグ漫画を描いていた。小さいころから篠原千絵の作品を読み、『少女コミック』（小学館）の中で一番好きな作家は篠原である。『少女コミック』で「思い出に残っている作品」として、篠原の『闇のパープル・アイ』を挙げている。小学生の時に母親と訪ねた書店で「面白そう」だと考え手に取った篠原の『陵子の心霊事件簿』のノベライズを読み、それが初めて購入した篠原作品となる。ホラー漫画が好きなくまがいの母親とともに漫画を読み、そこから篠原以外の漫画作品を読むようになっていく。姉や弟と分担して漫画を購入し、少女漫画ではなく、『週刊少年ジャンプ』（集英社）、『週刊少年サンデー』（小学館）、『週刊少年マガジン』（講談社）など少年誌を中心として、青年漫画などのジャンルも読んでいた。少年漫画や青年漫画では、岩明均の『寄生獣』と青山剛昌の『名探偵コナン』にハマり、2018年現在でも「大好きな作品」として挙げている。「あまり勉強も運動もできない子だった」くまがいは、唯一の長所であった絵を褒められたことにより、「これで生きていく」と考え、「マンガ風の絵」を描き始める。「作品に影響される中で、自分も人の心を動かしてみたい」と考えたくまがいは、小学4年の時に漫画家になりたいと思うようになる。。
高校生のころ、友達と貸し借りをしたことがきっかけで、萩尾望都や竹宮惠子の作品に夢中になり、人生観が変わる。2人の作品は「すごく刺激が強く」、「こんなマンガ初めて読んだ」と衝撃を受けてハマる。特に印象に残っている作品として、萩尾の『残酷な神が支配する』、竹宮の『風と木の詩』を挙げている。

### デビューまで
専門学校に入学。漫画を読むことに寛容な家であったが、「描くことについてはそうでもないムード」であったため、度胸がなかったくまがいは、専門学校入学まで漫画を描いた経験がなかった。少年誌に投稿しようとぼんやりと考えていたが、専門学校の教師に「（少年誌は）ちょっとどうかな？」と言われたことをきっかけとして方向転換し、少女漫画誌に投稿を始める。家族を説得するため、在学中でのデビューを考えていたくまがいは、その少女漫画誌ではデビューが難しそうだと考え、もう一度教師に相談し、そこで『少女コミック』を勧められる。絵柄やストーリーを同誌向けに変更して漫画を執筆したことにより、作品が準入選となる。次作を執筆し、大阪の移動スクールに持ち込んだ「キミの手で、あたしを」がデビュー作となる。その時にスクールの講師を務めていたのは新條まゆで、新條がくまがいの作品を推したことにより、準入選から半年でデビューが決定した。2005年、『少女コミック』2006年新春1号に掲載された同作でデビュー。デビュー前は「絵で食っていくなんて無理」という雰囲気であった母親だが、「デビューしてプロでやっていく」段階で初めてくまがいを認め、仕事のサポートに協力している。

### スポーツからファンタジーへ
2007年、『少女コミック』17号より陸上部の中学生を描いた『放課後オレンジ』の連載を開始。運動音痴によりスポーツを経験してこなかったくまがいは、スポーツのルールを覚えておらず、都度確認しながら「スポーツもの」を執筆。『苺時間』で学園漫画を執筆した際、「自分には正統派の少女マンガは描けないんじゃないか」と考えたくまがいであったが、テニスを題材とした『空色アゲハ』や学園コメディの『Stand UP!!!!』を制作し、挑戦を続ける。「描きたいキャラクター」はあるが、「描きたい世界観やテーマ」をもって制作するタイプではないため、担当編集者から許可を得たこともあり、ファンタジーを描こうと『あやかし緋扇』で挑戦する。2011年2月、『Sho-Comi』5号より霊媒体質の少女とクラスメイトの男子の恋を描いた『あやかし緋扇』の連載を開始。

## 作風
『放課後オレンジ』や『空色アゲハ』や『Stand UP!!!!』などではスポーツをテーマに描き、『あやかし緋扇』からはファンタジー漫画を描いている。ファンタジーはスポーツに比べ「自由に描けるのがいい」ため、前者の方がくまがいにとって描きやすいテーマとなる。

### ファンタジー漫画制作
くまがいは「ファンタジーは負の感情を主軸にすると描きやすい」と考え、漫画を制作。読者に感情移入をさせるため、あえて主人公に負の感情を抱かせて物語をスタートし、苦悩しながら乗り越えていく展開にしている。その手法はくまがいが「つらかったときに勇気づけられた作品」に影響されている。ハッピーエンドで終わる展開を好んでおり、「設定を暗くすることで、克服できたときのうれしさを倍増させる」よう狙いをもって制作されている。

### キャラクター
男の子の登場人物では『Sho-Comi』の読者に楽しんでもらうため、『あやかし緋扇』の陵や『チョコレート・ヴァンパイア』の雪など、「かわいいけれど芯があり、かつヒロインのことが大好き」なキャラクターを描く。

### 画風
陰影により人物の説得力を出し、絵に「重さ」を出すことにこだわりを持っており、「どこから本を開いても、パッと見入ってしまうような没入感を出せるように工夫」して描かれている。「気を抜くと、すぐにダークな画面」になるという理由から、キラキラなトーンが使用されている。
「絵をあんまり華やかにできないというコンプレックス」があるくまがいは、カラー原稿では「いつも新しい手法を試そう」としており、シーツの部分をルイボスティーで着色し、うまくできずに「上から色鉛筆でちょっと塗り足した」こともある。キャラクターや読者に「申し訳なくなる」と考えるくまがいは、カラーの仕事を「作業」にはせず、常に「前よりうまくなりたい」と向上心から挑戦を続けている。

## 作品リスト

### 漫画作品
- キミの手で、あたしを（『少女コミック』2006年1号[3]）
- お嬢様のごほうび（『少女コミック』2006年8号 - 2006年10号）
- はつめいプリンセス（『少女コミック』2006年16号 - 2006年21号、2006年23号 - 2007年10号）
- はつめいプリンセスしずかちゃん!!（『ぷっちぐみ』、小学館、vol.7）
- お天気注意報
- 放課後オレンジ（『少女コミック』2007年17号 - 2008年20号）
- 苺時間（『Sho-Comi』2009年3・4合併号 - 2009年14号）
- はじまりの、キス。
- 空色アゲハ（『Sho-Comi』2009年18号 - 2010年5号[8]）
- StandUP!!!!（『Sho-Comi』2010年9号[9] - 2010年19号[3]）
- ねぇ、ぼくにしなよ（『Sho-Comi増刊』2010年10月15日号[3]）
- 修学旅行★ナイショの恋（『Sho-Comi』2010年21号別冊付録「オレたちにときめいちゃえばBOOK」[10]）
- 2回目のはじめての恋
- あやかし緋扇プロローグ
- あやかし緋扇（『Sho-Comi』2011年5号[6] - 2013年22号[11]、『Sho-Comi増刊』2014年2月14日号[7]（完結編））
- 片翼のラビリンス（『Sho-Comi増刊』2014年2月14日号（プロローグ）、『Sho-Comi』2014年3・4合併号[12] - 2016年15号[13]、2016年18号（エピローグ[14]））
- チョコレート・ヴァンパイア（『Sho-Comi』2016年19号（プロローグ[15]）、2016年20号[16] - 2021年24号[17]）
- 魔法陣クロノカノン（『Sho-Comi』2022年8号[18] - 2023年17号[19]）
- 東京§神狼（『Sho-Comi』2023年23号[20] - ）
- アリスと星のかけら（『Sho-Comi』2024年18号[21]）

### その他
- 大高忍『マギ』を紹介する特集（『Sho-Comi』2012年21号[22]） - 「アニメのアフレコ現場をレポートした4コマ」掲載[22]

### 書籍
- お嬢様のごほうび（全1巻）
- はつめいプリンセス（全3巻）
- 放課後オレンジ（全5巻）
- 苺時間（全2巻）
- 空色アゲハ（全2巻）
- StandUP!!!!（全2巻）
- あやかし緋扇（全12巻）
- 桐原実加のゆううつ（全1巻）
- 片翼のラビリンス（全10巻）
- チョコレート・ヴァンパイア（全18巻）
- 魔法陣クロノカノン（全5巻）
- 東京§神狼（既刊5巻）

#### オムニバス作品
- 犬彼キュート
- 女の子は恋をすると妄想しちゃうんです。
- 先生second〜これが、イケナイ恋ですか?〜

## 活動
- 2016年8月20日、神奈川県パシフィコ横浜にて開催されたイベント「ちゃおサマーフェスティバル2016」の『片翼のラビリンス』のステージにて、俳優の松本岳とともにくまがいが出演[23]。